# Талос (великан)
Талос (др.-греч. Τάλως, Τάλων) — в древнегреческой мифологии бронзовый автоматон, данный Зевсом Европе для охраны острова Крит. Последний из «медных ясенеродных». По другой версии, сын Адониса и Евриномы. Именуется также Гефестотевктоном (др.-греч. ἦφαιστότευκτον «созданный Гефестом»).

## Мифы о Талосе
По самому распространённому мифу, Талос был создан Гефестом по просьбе Зевса, чтобы защитить Европу (супругу Зевса) от людей, которые хотели бы её похитить. (Согласно Б. А. Спарксу (1996), наиболее подробное изложение в литературе можно найти в «Аргонавтике» [III век до н. э.].
Однако, согласно (псевдо-)Аполлодору, существовало три теории относительно Талоса:
1. Талос, возможно, был выжившим из Бронзового века, потомком расы медных (χαλκοῦ γένους), которая произошла от мелии, «ясеневых нимф», согласно Аргонавтике (концепция о том, что люди Бронзового века Гесиода на самом деле были сделаны из бронзы, распространена Лукианом на людей золотого века для юмористического эффекта).
2. Талос был медным человеком, которого выковал бог Гефест и отдал Миносу
3. Талос был медным быком, выкованным богом Гефестом и подаренным Миносу[6].

Псевдоплатонический диалог «Минос» рационализировал миф, трижды в год демонстрируя в каждой деревне по очереди законы Миноса, начертанные на медных табличках.
У Талоса была одна вена, которая шла от шеи к лодыжке и была закрыта только одним бронзовым гвоздем. «Арго», перевозивший Ясона и аргонавтов, приблизился к Криту после получения Золотого руна. Будучи стражем острова, Талос держал Арго в страхе, швыряя в него огромные валуны. Согласно Аполлодору, Талос был убит, когда колдунья Медея либо свела его с ума чарами, либо обманула, заставив поверить, что она сделает его бессмертным, удалив гвоздь. В «Аргонавтике» Медея загипнотизировала его с «Арго», сведя с ума поднятыми ею кересами (духами смерти женского пола), так что он выбил гвоздь, и «ихор вытекал из него, как расплавленный свинец», обескровливая и убивая его. Переводчик П. Грин отмечает, что история Талоса в «Аргонавтике» чем-то напоминает историю Ахиллесовой пяты.
По Ивику, был влюблен в Радаманфа, по другим, был его братом. Отождествлялся с солнцем. Называется отцом Левка.
По Симониду и Софоклу, он сжигал жертв (по Симониду, с Сардинии), отчего и назван сардонический смех. По некоторым схолиям, убивал чужеземцев на Сардинии, куда прибыл с Миносом.
Платон сделал из этого сказочного персонажа полицейского чиновника, три раза в год объезжавшего остров и следившего за порядком и правосудием. По его истолкованию, Талос обходил все селения, блюдя в них законы, записанные на медных табличках.

## Смерть Талоса
Он играет роль в предании о походе аргонавтов. По одной версии, погиб от волшебного снадобья, которое дала ему Медея; либо Медея усыпила его пением или хитростью, и он царапнул лодыжку камнем. Либо Медея обещала сделать его бессмертным и вытащила медный гвоздь. По ещё одной версии, Пеант, отец Филоктета, из лука Геракла попал в пятку Талосу стрелой, и он умер от потери ихора.

## Талос в искусстве
Его смерть представлена на апульской вазе. На вазах изображается Медея с травами рядом с Талосом, Кастор и Полидевк.
Особенным почитанием пользовался в городе Фест (Φαϊστος) на Крите, где его изображение находится даже на монетах классического периода, в виде крылатого юноши с камнями в руках.
Упоминался в сатировской драме Софокла «Дедал».
По объяснению ученых нового времени, упоминание о жиле — «указание на известный технический прием полого литья. В статуе, сделанной из воска и покрытой глиной, проделывали отверстие в пятке для последующего истекания воска и глины из статуи, заменяемых расплавленной медью».
В американском кинофильме «Ясон и аргонавты» (1963) показана вольная трактовка гибели Талоса в бою с аргонавтами.
В японском супергеройском ТВ-шоу «Отряд Динозавров — Зюрейнджеры» (1992-1993) (16-й сезон Супер Сэнтай) (позже адаптирован в «Могучие рейнджеры») в четырёх финальных сериях с Зюрейнджерами сражается злой мех, Дора-Талос, управляемый возродившимся сыном главной злодейки, Ведьмы Бандоры (Рита Репульса в адаптации), по имени Кай. Данный сериал основан на разных мифологических существ, которые играют в эпизодах определённые роли.
В компьютерной игре The Elder Scrolls V: Skyrim Талос (он же Тайбер Септим) — обожествленный герой нордов.
Компьютерная игра The Talos Principle названа в честь этого героя древних мифов. Так же ключевое место в игре играет "принцип Талоса" — "Ни один философ не сможет жить без своей крови", то есть, материальность мира неизбежна, какие бы у тебя ни были взгляды.
Во вселенной Warhammer 40,000 — Талос один из персонажей Великой Ереси, который смог дожить до 40 тысячелетия. Сын VIII Легиона и яркий представитель его культуры.
Действие компьютерной игры Prey (2017) разворачивается на лунной орбитальной станции Талос-1.